# Éric Séva

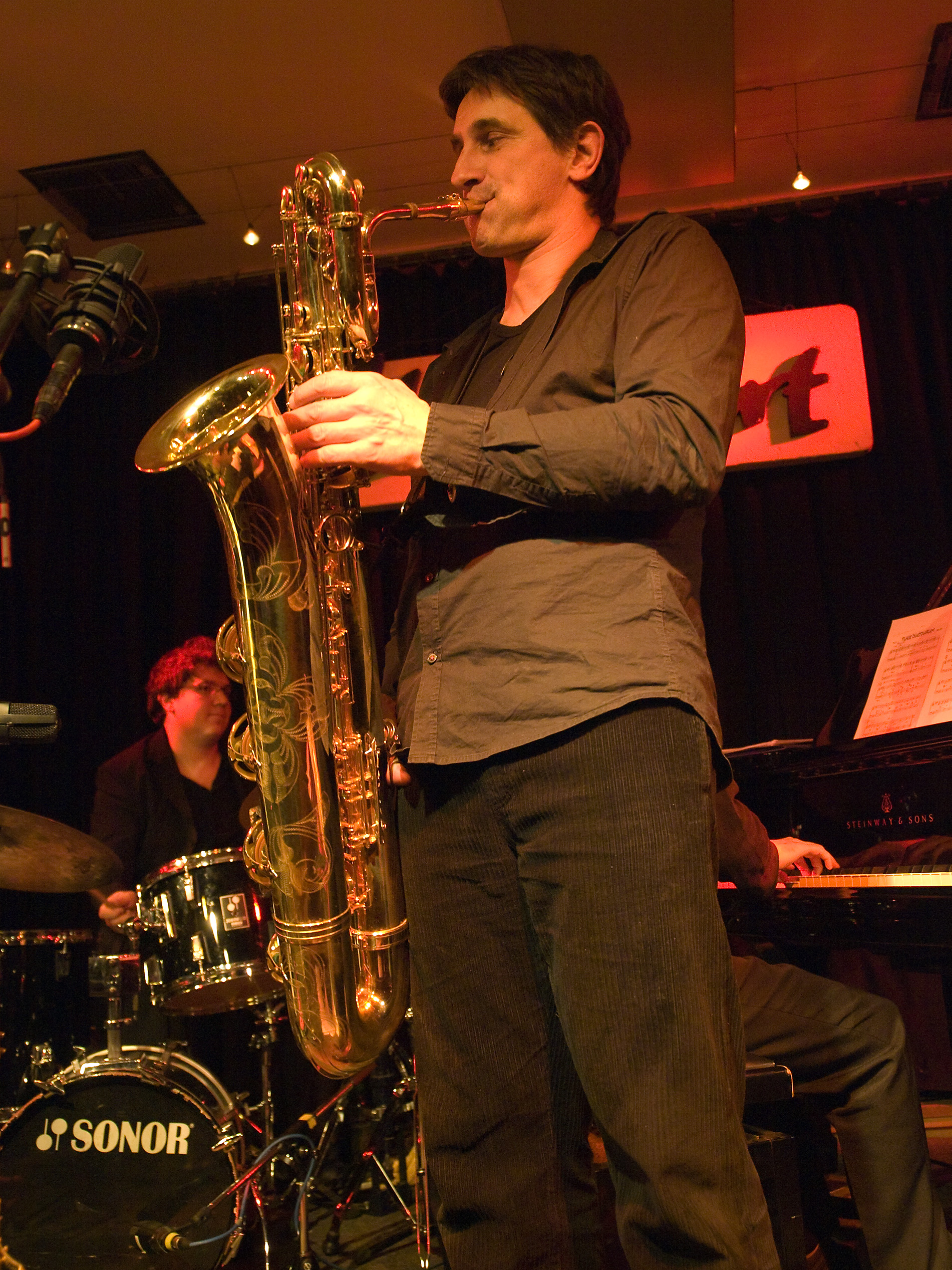
Eric Seva, 2010 im Münchner Club Unterfahrt

Éric Séva (* 16. Dezember 1964 in Paris) ist ein französischer Jazzmusiker (Bariton- und Sopransaxophon, Komposition).

## Leben und Wirken
Séva wuchs in einer Musikerfamilie auf und begann mit elf Jahren unter Anleitung seines Vaters klassisches Saxophon zu spielen. Ab 1980 besuchte er sechs Jahre lang die Musikhochschule in Paris, wo er 1986 mit dem Diplom als Konzertsaxophonist für Kammermusik absolvierte. 1989 arbeitete er mit David Liebman in New York und wendete sich, unterstützt von Jean Cabu, dem Jazz zu.
Mit seinem 1990 gegründeten Trio Yes Yes Yes gewann Séva den Heineken-Jazzpreis, der 1993 zu einem Plattenvertrag bei Polygram führte. Nach Auftritten mit Liebman gehörte er zwischen 1994 und 1998 zur Band von Didier Lockwood, mit dem mehrere Alben entstanden und 1999 auch die Teilnahme an der Uraufführung von dessen Jazzoper Journal d’un usager de l’espace-II nach Georges Perec stattfand. 2004 tourte er mit Chris Rea (den er auch auf den Alben The Blue Jukebox und Blue Guitars begleitete).
Séva war zwischen 2006 und 2008 unter der Leitung von Franck Tortiller Mitglied im Orchestre National de Jazz, mit dem die Alben Close to Heaven und Électrique entstanden. Mit seinem Quartett legte er 2005 das Album Folkore Imaginaire vor, das von der Kritik in Frankreich begeistert aufgenommen wurde. 2009 veröffentlichte er in anderer Besetzung das Album Espaces Croisés, das er auch in Deutschland vorstellte. 2015 erschien sein Album Nomade Sonore, dem 2017 in größerer Besetzung Body and Blues folgte. Er arbeitete auch im Duo mit Serge Merlaud. Weiterhin ist er auf Alben von Senem Diyici, Céline Dion, Sylvin Marc, Diego Imbert, Maxime Le Forestier, Jean-Michel Jarre, Jean-Pierre Mas, Khalil Chahine und Zaz zu hören. Auch tourte er mit Zaz.

## Diskographische Hinweise
- Éric Séva, Benoît Sourisse, Benoît Vanderstraeten, André Charlier: In Folio (Siesta Records 1995)
- Folkore Imaginaire (Le Chant du Monde 2005, mit Olivier Louvel, Daniel Yvinec, Patrice Héral sowie Didier Malherbe, Idriss Boudrioua, Benoît Widemann)
- Espaces Croisés (Le Chant du Monde 2009, mit William Lecomte, Lionel Suarez, Pierre-François Dufour)
- Nomade Sonore (Gaya 2015, mit Daniel Zimmermann, Bruno Scharp, Matthieu Chazarenc)
- Body and Blues (Les Z'Arts de Garonne 2017, mit Harrison Kennedy, Michael Robinson, Manu Galvin, Régis Gizavo, Christophe Wallemme, Stéphane Huchard)